# Bishōjo

Przykładowy wygląd postaci o cechach bishōjo

Bishōjo (jap. 美少女; dosłownie: „piękna, młoda dziewczyna”), zapisywane również jako bishoujo – japońskie słowo odnoszące się do młodych, ładnych dziewczyn. W odniesieniu do anime i mangi termin oznacza tytuł, w którym występują tego typu postaci. Seriom tym często towarzyszy fanserwis.